# Theda Skocpol

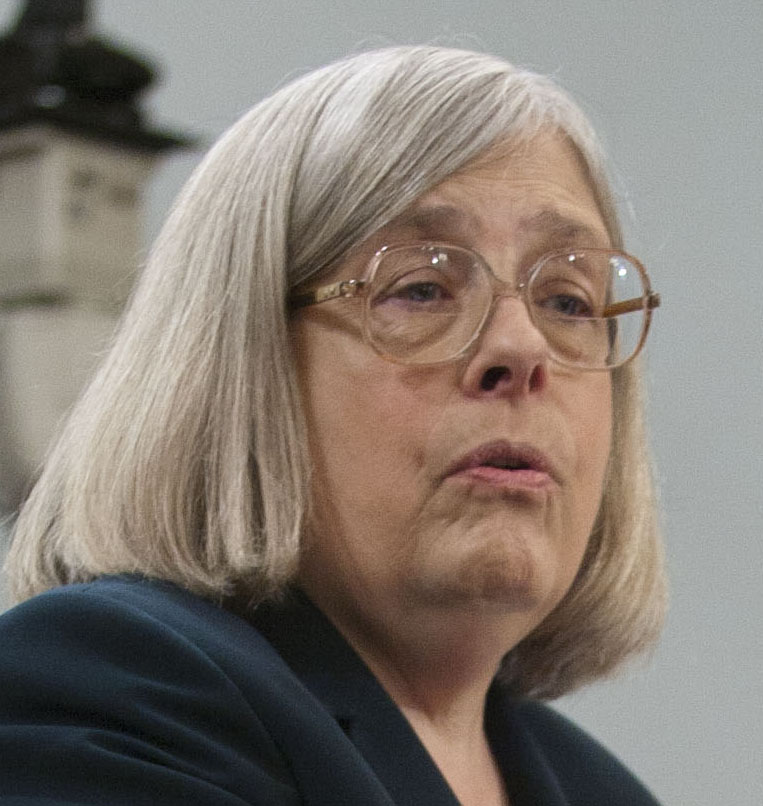
Theda Skocpol (2012)

Theda Skocpol (* 4. Mai 1947 in Detroit, Michigan) ist eine US-amerikanische Soziologin und Politologin, als Professorin tätig an der Harvard University (2006 Dekanin der „Graduate School of Arts and Sciences“). Die Verfechterin von historisch-institutionellen und vergleichenden Forschungsansätzen, namentlich auch zur Revolutionsforschung, hat viele fach- und populärwissenschaftliche Werke verfasst.

## Werdegang
Ihren Bachelor-Grad erwarb Skocpol 1969 an der Michigan State University. Danach studierte sie u. a. bei Barrington Moore Jr. in Harvard und promovierte dort 1976. 1979 veröffentlichte sie mit ihrem Buch „States and Social Revolutions“ eine komparative Analyse politischer Revolutionen in Russland, Frankreich und China. Später publizierte sie auch Arbeiten zu Forschungsmethoden und Theorien, hier ist vor allem ihr Werk „Bringing the State Back In“ zu nennen, welches bahnbrechend für das neuere sozialwissenschaftliche Interesse am Staat als Akteur des politischen und sozialen Wandels wirkte. Nach einigen Auseinandersetzungen konnte sie 1985 als erste Frau einen soziologischen Lehrstuhl in Harvard einnehmen. 
Ihr wurde für ihr historisches Sachbuch Protecting Soldiers and Mothers: The Political Origins of Social Policy in the United States 1993 der Ralph-Waldo-Emerson-Preis der Phi Beta Kappa Society zuerkannt. 1994 wählte man sie in die American Academy of Arts and Sciences, 2006 in die American Philosophical Society, 2008 in die National Academy of Sciences und 2023 zum Mitglied der British Academy. Sie ist Ehrendoktor des Amherst College, der Michigan State University und der Northwestern University. 2002/03 amtierte sie als Präsidentin der American Political Science Association (APSA).

## Arbeitsfelder
In letzter Zeit nahm sich Skocpol eher Themen rund um die Vereinigten Staaten als Forschungsgegenstand. Ihre in diesem Zusammenhang entstandene Arbeit „Soldiers and Mothers“, eine Analyse zum amerikanischen Wohlfahrtsstaat, wurde ausgezeichnet. Skocpol widmete sich der Thematik des zivilgesellschaftlichen Engagements und veröffentlichte hier Pionierarbeiten zur Entwicklung des Vereins- und Vereinigungswesens der USA in den letzten 200 Jahren. In ihrem Buch „Diminished Democracy“ von 2003 sucht Skocpol nach Erklärungen für das Nachlassen bürgerschaftlichen Engagements in den USA während der letzten Jahrzehnte. Sie führt zu dieser Frage auch lebhafte Kontroversen mit anderen Forschern wie Robert D. Putnam. Skocpol stellt hier eher den institutionellen Wandel als Gestaltungskraft zivilgesellschaftlichen Lebens heraus. 
Ihre Forschungsansätze werden teilweise der strukturalistischen Schule zugeordnet. Zum Beispiel will sie zeigen, wie die Entstehung sozialer Revolten mit Rekurs auf die spezifischen Strukturen agrarischer Gesellschaften und ihrer Staaten erklärt werden kann. Sie berücksichtigt dabei allerdings auch internationale Einflüsse auf Staat und Gesellschaft jeweiliger Nationen. Ihre Methodologie unterscheidet sich dabei deutlich von Arbeiten, die eher die Rolle revolutionärer Bevölkerungsgruppen, psychologische Faktoren oder die Zentralität sogenannten „revolutionären Bewusstseins“ bei der Entstehung revolutionärer Prozesse untersuchen. 